# Santa Lúcia (kommun i Brasilien, São Paulo)
Santa Lúcia är en kommun i Brasilien.   Den ligger i delstaten São Paulo, i den sydöstra delen av landet, 700 km söder om huvudstaden Brasília. Antalet invånare är 8 246. Arean är 152 kvadratkilometer.
Terrängen i Santa Lúcia är platt norrut, men söderut är den kuperad.
Trakten runt Santa Lúcia består till största delen av jordbruksmark. Runt Santa Lúcia är det ganska tätbefolkat, med 248 invånare per kvadratkilometer.